# Bitka pri Manzikertu
Bitka pri Manzikertu je bil spopad med Bizantinskim in Seldžuškim cesarstvom, katerima sta vladala cesar Roman IV. Diogen in sultan Alp Arslan. Bitka je bila 26. avgusta 1071 pri Manzikertu v provinci Basprakanija, današnjem Malazgirtu v vzhodni Turčiji v bližini jezera Van. Izid bitke je bil popoln poraz bizantinske vojske, cesarja Romana pa so Turki ujeli.

## Zgodovinska ozadje
Leta 1060 je sultan Alp Arslan dovolil svojim turškim zaveznikom (Turkom in Turkmenom) in Kurdom, da se selijo proti Armeniji in Mali Aziji. Leta 1064 je zavzel armensko glavno mesto Ani. Leta 1068 se je bizantinski cesar Roman IV Diogen prvič odpravil na vojaški pohod proti vsiljivcem, toda njegova počasna pehota ni mogla dohiteti hitre turške konjenice. Osvojil je samo mesto Hierapolis Bambice v Siriji. 
Leta 1070 je šel Roman na drugi vojaški pohod, tokrat proti Manzikertu v vzhodni Anatoliji, ker so to bizantinsko trdnjavo zasedli Turki in jim ponudil naslednje mirovne pogoje: Roman bi jim vrnil Hierapolis, v zameno pa bi Alp Arslan prenehal oblegati Edeso (Sanliurfa). Če Alp Arslan v pogoje ne bi privolil, bi to pomenilo vojno. Cesar je pričakoval, da Turki pogojev ne bodo sprejeli, kar se je tudi zgodilo, in začel svojo vojsko pripravljati na spopad.

## Priprave
Romana je spremljal Andronik Dukas, sovladar in njegov neposredni tekmec za oblast. V njegovi vojski je bilo okrog 5.000 bizantinskih vojakov iz zahodnih provinc, približno enako število vojakov iz vzhodnih provinc, 500 frankovskih in normanskih najemnikov pod poveljstvom Roussela de Bailleula, nekaj turških, bolgarskih in pečeneških najemnikov, pehota pod poveljstvom vojvode iz Antiohije, oddelek Armencev in del cesarjeve garde (Varjagi), skupaj 60-70.000 vojakov. Kakovost bizantinskih tematskih (provincijskih) vojakov je, še preden je prestol zasedel Roman, močno padla. Vzrok je bil zelo preprost: vlada je začela najemati tujce, ker niso bili dovzetni za notranje državne spore in državne udare. 
Pohod čez Malo Azijo je bil dolg in naporen. Frankovski najemniki so po poti plenili domače prebivalstvo in cesar jih je zato odpustil. Pohodniki so nekaj časa počivali v Sebsatei na reki Halys in junija 1071 prišli do Teodoziopolisa. Nekaj generalov je predlagalo, da pohod nadaljujejo na seldžuško ozemlje in ujamejo Alp Arslana, še preden bo pripravljen na spopad. Drugi generali, med njimi je bil tudi Nikefor Brijenij, so bili mnenja, da je bolje počakati in utrditi trenutne položaje. Nazadnje so se odločili, da pohod nadaljujejo.
Menili so, da je Alp Arslan še daleč, ali pa da sploh ne bo prišel, zato so krenili proti jezeru Van. Bili so prepričani, da bodo zlahka ponovno zavzeli Manzikert in morda celo bližnjo trdnjavo Hiliat. Razmišljanje je bilo napačno, saj je bil Alp Arslan s 30.000 konjeniki iz Alepa, Mosula in drugih zavezniških pokrajin takrat že v Armeniji. Arslanovi vohuni so natančno vedeli, kje je Roman, Bizantinci pa o sovražnikovih premikih niso imeli prav nobenega podatka.
Ruman je generalu Tarhaneiotesu ukazal, naj z nekaj bizantinskimi četami in Varjagi spremi Pečenege in Franke v Hiliat, sam pa je z ostankom vojske odkorakal proti Manzikertu. Cesarjev ukaz je vojsko prepolovil.
Kaj se je zgodilo s Tarhanejotovo polovico vojske, ni natančno znano, verjetno pa je ob novicah o močni turški vojski pobegnila. Pojavila se je kasneje v Meliteni in v bitki pri Manzikertu vsekakor ni sodelovala.

## Bitka
Roman za dogajanja v Tarhanejotovi polovici vojske ni vedel ničesar. Nadaljeval je pohod proti Manzikertu in ga 23. avgusta z lahkoto osvojil. Naslednji dan je del njegove predhodnice naletel na turško vojsko in se je moral umakniti. Roman ni hotel verjeti, da je pred njim celotna turška vojska in je poslal proti njim armenskega generala Basilacesa z nekaj konjenice. Konjenico so Turki uničili, generala pa ujeli. Roman je svoje čete nato prerazporedil v bojno formacijo. V boj je najprej poslal levo krilo pod Brijenijevim poveljstvom, toda Turki so jih skoraj obkolili in morali so se umakniti. Turki so se čez noč umaknili na okoliške hribe in Romanov protinapad je bil skoraj nemogoč. 
25. avgusta je nekaj Romanovih turških najemnikov prebegnilo k sovražniku. Istega dne so Turki poslali Romanu mirovno misijo, on pa jo je zavrnil, ker je hotel turški problem rešiti enkrat za vselej z odločilno vojaško zmago. Njegova odločitev je bila dokaj razumna, saj bi bilo zbiranje nove vojske izredno težavno in drago. Cesar je poskusil odpoklicati generala Tarhanejota, vendar mu ni uspelo.
Tistega dne ni bilo več vojaških spopadov, 26. avgusta pa se je bizantinska vojska zbrala, se postrojila in odkorakala proti turškim položajem. Levemu krilu je poveljeval Brijenij, desnemu Teodor Alijat, glavnini pa sam cesar. Rezervnim četam v zaledju je poveljeval Andronik Dukas. Turki so bili razporejeni v obliki polmeseca kakšna dva kilometra daleč, Arslan pa je položaj opazoval z varne razdalje. Ko so se Bizantinci približali turškim položajem, so jih začeli obstreljevati lokostrelci. Sredina turškega polmeseca se je stalno pomikala nazaj, obe krili pa naprej, tako da so Bizantince obkolili. 
Bizantinci so vzdržali napad lokostrelcev in pozno popoldne zavzeli Arslanov tabor. Na levem in desnem krilu, kjer so bile izgube največje, se je napad razdrobil, ker so posamezni oddelki poskušali prisiliti Turke v neposreden spopad, turška konjenica pa se je pri vsakem poskusu na spretno umaknila. Ker so se Seldžuki izmikali neposredni bitki in se je že nočilo, je bil Roman prisiljen na umik. Na desnem krilu so ukaz razumeli napak in Dukas se je - kot Romanov nasprotnik – raje umaknil v tabor pred Manzikertom, kot da bi kril cesarjev umik. Bizantinska vojska je bila popolnoma zmedena, Seldžuki pa so to izkoristili in napadli. Bizantinsko desno krilo je že bilo uničeno, na levem krilu pa so se še nekaj časa branili, a so jih kmalu uničili. Ostanke bizantinske glavnine, v kateri so bili cesar in Varjagi, so Turki obkolili. Romanus je bil ranjen in Seldžuki so ga ujeli. Preživele, ki so pobegnili z bojnega polja, so celo noč zasledovali in do jutra je bilo jedro poklicne bizantinske vojske popolnoma uničeno. 
Alp Arslan je z ujetim Romanusom ravnal zelo ljubeznivo in mu ponovno ponudil že ponujene mirovne pogoje, bogata darila in vojaško spremstvo domov. Slavni razgovor med sultanom in ujetim cesarjem je še ohranjen: 
Alp Arslan: "Kaj bi naredil, če bi me kot ujetnika pripeljali predte?"
Roman: "Verjetno bi te ubil ali pa bi te razkazoval po ulicah Bizanca."
Alp Arslan: "Moja kazen bo mnogo hujša. Prizanesel ti bom in te osvobodil."
Kasneje se je izkazalo, da je bila Alp Arslanova kazen, na prvi pogled milostna, v resnici zelo kruta: po vrnitvi domov so Romana odstavili, oslepili in ga izgnali na otok Proti, kjer je zaradi infekcije ran kmalu zatem umrl.

## Posledice
Bitka je bila za Bizantince popoln polom, dolgoročno pa katastrofa. Zanimivo je, da po bitki ni prišlo do pokola. Sodobni poznavalci menijo, da so bile bizantinske izgube relativno majhne (8.000 vojakov, izgube Seldžukov niso znane), čeprav sta se vojski nekaj mesecev stalno spopadali. Nekatere enote so ostale skoraj nedotaknjene, preživeli pa so tudi vsi bizantinski poveljniki: Dukas, Tarhanes, de Bailleul in sam cesar. 
Dukas se je hitro vrnil v Bizanc in izvedel državni udar. Tudi Brijenij je izgubil komaj nekaj vojakov, ker Turki ubežnikov niso zasledovali, Manzikerta pa tudi niso ponovno zasedli. Bizantinska vojska se je reorganizirala in odkorakala v Dokeio, kjer se je teden kasneje srečala z osvobojenim cesarjem. Največ materialnih izgub je, izgleda, imel cesarjev potraten pratež. 
Pogubna bitka je povzročila, da je Bizantinsko cesarstvo izgubilo osrednjo Anatolijo. John Julius Norwich v svoji trilogiji o Bizantinskem cesarstvu pravi, da je bil poraz "smrtni udarec, vendar je žrtev padla šele čez nekaj stoletij. Province v Anatoliji, ki so bile dobesedno srce imperija, so nekaj desetletij po Manzikertu izginile". Ana Komnena je nekaj desetletij po bitki zapisala:
Usoda (Vzhodnega) Rimskega cesarstva je padla čisto na dno. Vojska na vzhodu je bila razkropljena, ker so se Turki širili na vse strani. Zasedli so province od Črnega morja do Helesponta, Egejskega in Sirijskega morja (Sredozemlja) in mnogo zalivov, predvsem tistih v Pamfiliji in Kilikiji, ki so odprti proti Egiptu.
Na bitko pri Manzikertu so šele čez desetletja začeli gledati kot na katastrofo Vzhodnega Rimskega cesarstva in so zato začeli močno pretiravati tako s številom vojakov kot s številom žrtev. Posledice poraza niso bile takojšnje, Seldžukom pa je dokazal, da Bizantinci niso nepremagljivi. Uzurpacija oblasti Andronika Dukasa je tudi politično destabilizirala državo in v takšnih razmerah je bilo težko organizirati učinkovito obrambo proti turškim osvajalcem. V nekaj desetletjih so osvojili skoraj vso Malo Azijo. 
Bitka pri Manzikertu je bila prvi člen v verigi dogodkov, ki so v naslednjih letih spodkopali cesarstvo. Naslednji členi so bili spletke za cesarski prestol, Romanova grozljiva usoda in poskus Roussela de Bailleula, da bi s pomočjo 3.000 frankovskih, normanskih in nemških najemnikov v Galatiji ustanovil neodvisno kraljestvo. De Bailleul je najprej porazil cesarjevega strica Ivana Dukasa, ki je hotel njegov poskus preprečiti, nato pa prodiral proti glavnemu mestu in hotel najprej zasesti Krizopolis (Üsküdar) na azijski obali Bospora. Cesarska vojska, ki je tačas preganjala Seldžuke, se je obrnila proti de Bailleulu in za njimi je nastale praznina, ki so jo spretno zapolnili Turki. Turki so leta 1077 za svoje glavno mesto izbrali Nikejo (İznik), kar kaže na to, da so čakali na nove notranje boje v cesarstvu, ki bi zanje pomenili novo priložnost za napad.
Vsi sodobni zgodovinarji so glede bitke enotnega mnenja: pomenila je začetek upadanja Bizantinskega cesarstva in bila eden od vzrokov za kasnejše Križarske vojne. Prva križarska vojna, ki se je začela leta 1095 s koncilom v Clermontu, je prav gotovo posledica cesarjeve prošnje za vojaško pomoč po izgubi Anatolije. Z zahodnoevropskega zornega kota je bil Manzikert tudi znak, da Bizanc ni več sposoben braniti vzhodnega krščanstva in romarjev na poti v Svete kraje v Palestini.
Zgodovinar Delbruck meni, da je pomen bitke pretiran, strinja pa se, da po bitki Bizantinsko cesarstvo ni bilo več sposobno organizirati učinkovite vojske.